# 2020 في البحرين
فيما يلي قوائم الأحداث التي وقعت خلال عام 2020 في البحرين.

## المناصب
- الملك : حمد بن عيسى بن سلمان آل خليفة
- رئيس الوزراء : خليفة بن سلمان بن حمد آل خليفة
- ولي العهد : سلمان بن حمد آل خليفة

## وفيات
- 12 يناير علي الغرير (مواليد 1968) فنان بحريني.[1][2]